# Gönczi Ferenc (forradalmár)
Gönczi Ferenc (Budapest, 1931. augusztus 3. – Budapest, 1957. június 26.) gépkocsivezető, 1956-os szabadságharcos.

## Életútja
Apja géplakatos volt, és ő is annak tanult. 1949-ben belépett a Magyar Dolgozók Pártjába, aminek 1954-ig volt tagja. Sztálinvárosban dolgozott és részt vett az ottani Vasmű című szerkesztésében. Később a Fejér megyei Néplap munkatársa lett, majd az újságíró-szövetség tagja. 1951-től katonai szolgálatot teljesített, s a Petőfi tisztképző tanfolyamot is elvégezte. Kultúrinstruktor lett Cegléden, majd miután otthagyta a katonaságot újból géplakatosként kezdett dolgozni. Egyszerre két munkahelyet is vállalt, hogy családját támogatni tudja. Az 1956. október 23-i tüntetésen jelen volt, s segédkezett egy lány kórházba szállításában, aki a rádiónál sebesült meg. Az Önkéntes Mentőszolgálathoz csatlakozott, s október 26-tól kezdve Tóth Ilonával együtt szállította a sebesülteket. Vidékre is járt élelemszerzés céljából, s egyik útján november 4-én Szombathelyen szovjet katonák fogságába került. Elengedték, s november 13-án visszament Budapestre. Nem volt résztvevője a fegyveres harcoknak, viszont bekapcsolódott a politikai ellenállásba. A Domonkos [ma: Cházár András] utcai kisegítő kórházban röpcédulákat gyártott és segítette azokat terjeszteni is. A kisegítő kórház beszerzőjeként is működött, mígnem november 19-én és 20-án razziát tartottak az épületben. Ekkor eltávozott az intézményből és az Élünk című illegális lap szerkesztésében és sokszorosításában segédkezett 1956. december 5-én történt letartóztatásáig. Izgatás és gyilkosság vádjával került bíróság elé, a vád szerint Tóth Ilonával és Gyöngyösi Miklóssal együtt egy, a Domonkos utcai kórházba hurcolt munkást gyilkoltak meg brutálisan, akit ÁVH-snak hittek. Attól féltek, hogy veszélyt jelenhet a kisegítő kórházban működő ellenállókra. A kádári megtorlás ezzel a perrel szándékozott bemutatni a forradalom brutalitását és a forradalmi értelmiséget lejáratni. A bíróság nem tudta bizonyítani a gyilkosságot, csupán beismerő vallomásokra alapozták a vádat. Nem stimmelt az áldozat személye, és a tényállásban felállított kronológia sem, egyúttal laboratóriumi vizsgálatok is cáfolták a vallomásokban beismert gyilkosság körülményeit. A Brandstätter Jenőné dr. Tóth Matild által vezetett Fővárosi bírósági különtanácsa első fokon halálra ítélte Gönczi Ferencet. A Radó Zoltán elnökletével vezetett Legfelsőbb Bíróság Népbírósági Tanácsa ezen ítéletet jogerőre emelte, a vád minősítését pedig izgatásról szervezkedésben való részvételre súlyosbította. Gönczi Ferencet 1957. június 26-án végezték ki.